# Aristòmac II d'Argos
Aristòmac II d'Argos (en grec antic Αριστόμαχος) fou tirà d'Argos al segle III aC.
Va succeir a Aristip II d'Argos a la tirania poc abans del 230 aC. A la mort del rei Demetri II de Macedònia el 229 aC, va abdicar en evaporar-se la influència macedònia i pressionat per Àrat de Sició que li va donar 50 talents per pagar als seus mercenaris i llicenciar-los.
Tot seguit Argos es va unir a la Lliga Aquea. Aristòmac va ser nomenat estrateg de la Lliga el 227 aC i va dirigir la guerra contra Cleòmenes III d'Esparta, però enfrontat a Àrat va abandonar el comandament i es va passar a Cleòmenes amb ajut del qual va conquerir Argos on va recuperar la tirania.
Àrat va intentar sense èxit recuperar la ciutat per la Lliga, i Aristòmac en represàlia va fer matar 80 ciutadans distingits d'Argos que suposadament donaven suport a la Lliga. Poc temps després Argos va ser ocupada per Antígon III Dosó a qui Àrat havia demanat ajuda. Aristòmac va caure presoner i va ser executat, i van tirar el seu cos al mar. En parlen Plutarc i Polibi.